# Parabola di Lazzaro e del ricco epulone

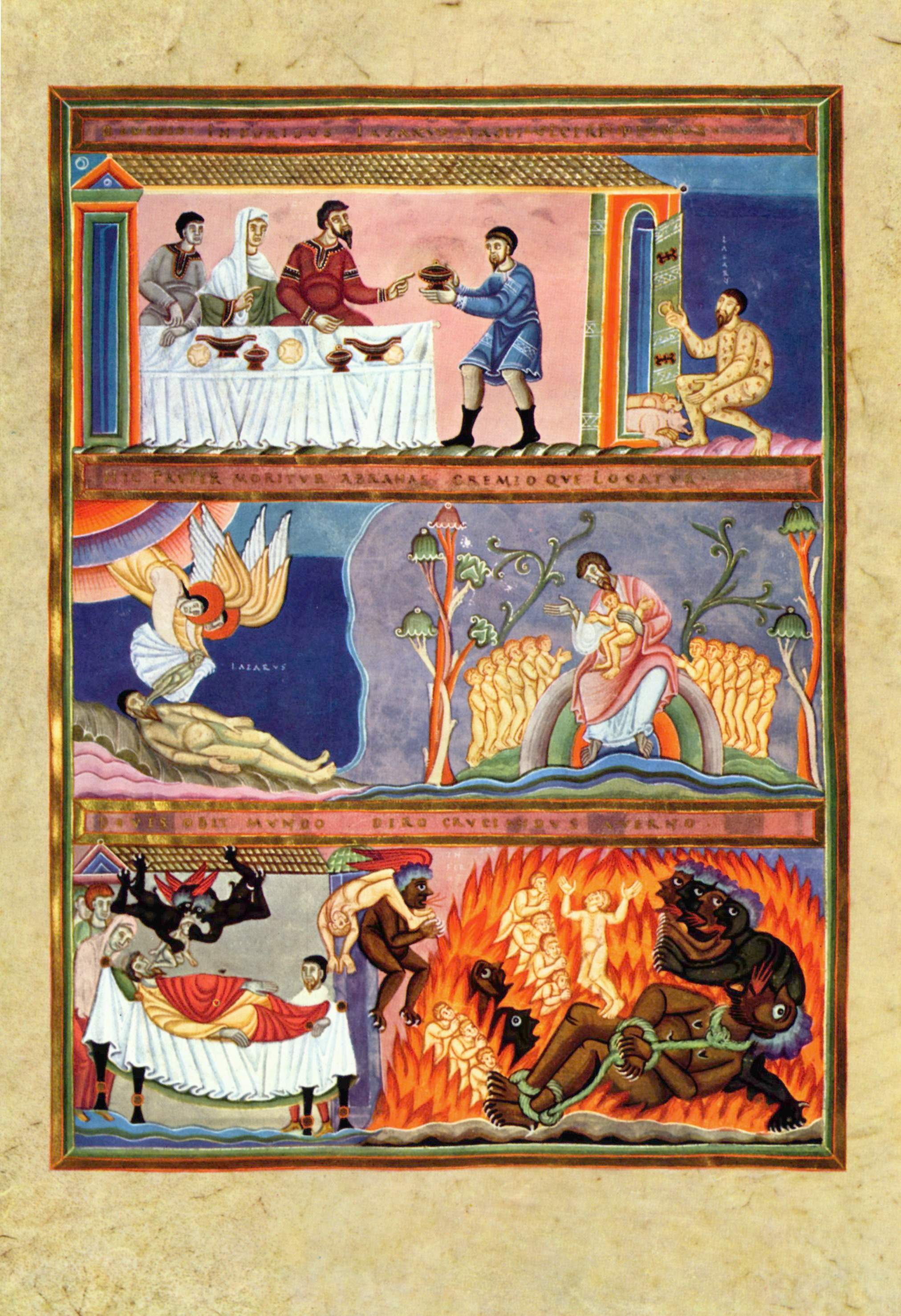
Lazzaro e il ricco epulone, illustrazione dall'Evangeliario di Echternach. Pannello superiore: Lazzaro alla porta dell'uomo ricco. Pannello centrale: L'anima di Lazzaro è trasportata in Paradiso da due angeli; Lazzaro nel petto di Abramo. Pannello inferiore: L'anima del ricco è trasportata da due diavoli all'inferno; il ricco è torturato nell'inferno.

Lazzaro e il ricco epulone è una parabola di Gesù raccontata solamente nel Vangelo secondo Luca 16,19-31. È anche conosciuta come parabola del ricco e del mendicante Lazzaro o semplicemente come parabola del ricco epulone.

## Parabola

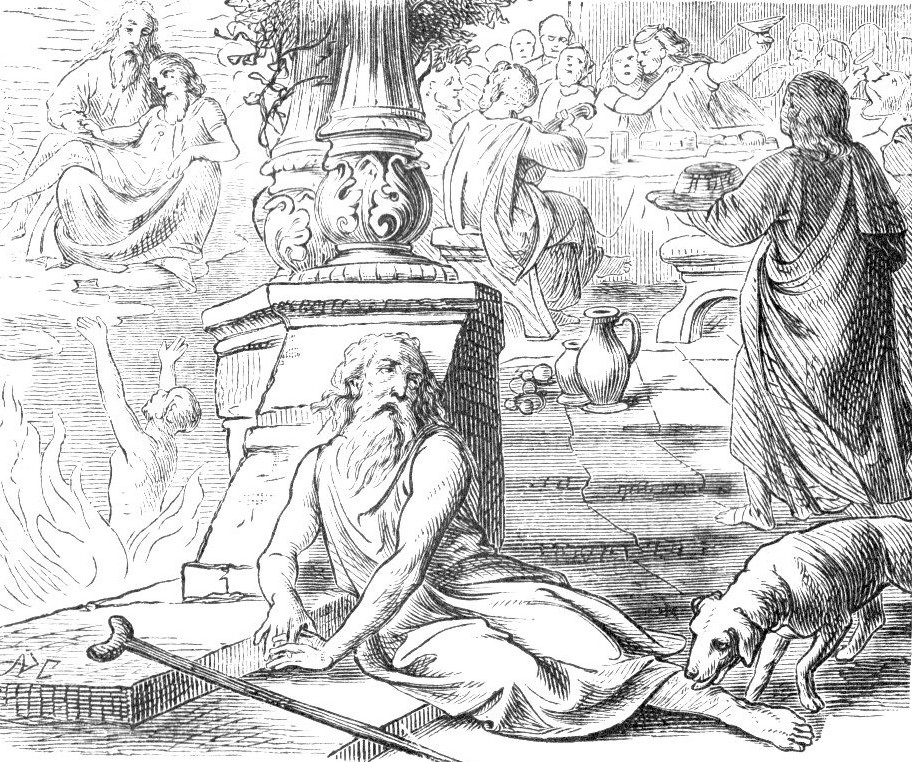
Il ricco epulone ed il mendico Lazzaro, illustrazione de La storia sacra.

## Interpretazione
La parabola ha una caratteristica unica legata al fatto che il povero è indicato per nome, Lazzaro, a differenza delle altre parabole dove non sono mai indicati dei nomi. Ma moltissimi commentatori ritengono che il personaggio Lazzaro non sia da identificare con il Lazzaro di Betania di cui si parla nel Vangelo secondo Giovanni.
Una minoranza di commentatori, per esempio il prete francese abate Drioux, ritiene che il Lazzaro della parabola sia infatti collegato con Lazzaro di Betania a causa delle coincidenze tra i due personaggi.
Martin Lutero, che ha creduto nel sonno delle anime, ha considerato che la parabola fosse solo figurativa.
La parabola illustra un tema comune a varie parabole di Gesù: la misericordia e la pietà verso i poveri. E l'attenzione verso i poveri è un tema molto importante per l'evangelista Luca.

### Dottrina sulla vita dopo la morte
La parabola riveste un'importanza particolare per i suoi riferimenti circa la vita dopo la morte. La maggior parte dei cristiani ritengono che vi sia un giudizio particolare prima del giudizio universale e vedono la parabola in linea con questa dottrina. Notare bene che Gesù non parla di Paradiso, ma di "seno di Abramo", in quanto il Paradiso, prima della morte del Redentore, è precluso all'uomo, e le anime dei giusti si trovano temporaneamente ancora nel Limbo.

## Usi successivi
L'uomo ricco tradizionalmente è chiamato epulone, dal latino, letteralmente, banchettatore. In Roma antica gli epulones erano i membri del collegio sacerdotale istituito nel 196 a.C., incaricati di organizzare le cerimonie in onore di Giove, parte fondamentale dei Ludi Magni. È possibile che Pietro Crisologo (406–450), vescovo di Ravenna, sia stato il primo ad usare questo nome in relazione al ricco della parabola.
La parabola è stata molto citata da artisti e teologi per i suoi chiari riferimenti alla vita dopo la morte.
Nella tradizione cristiana Lazzaro è stato visto come protettore dei malati di lebbra, cosicché i lebbrosari dove venivano raccolti i malati venivano anche chiamati lazzaretti.